# 奧赫尼夫卡
50°56′14″N 24°19′1″E / 50.93722°N 24.31694°E
奧赫尼夫卡（烏克蘭語：Охнівка），是烏克蘭西北部的村莊，隸屬沃倫州的沃洛德米爾區。該村始建於1580年，面積1.33平方公里，海拔高度197米，2001年人口373，人口密度每平方公里280.45人。